# Butō
Butō (jap. 暗黒舞踏 ankoku-butō; dosł. taniec mroku, ciemności, poza Japonią także pisownia butoh) – zbiorcza nazwa określająca różne rodzaje aktywności i technik tańca, inspirowanych przez ruch Ankoku-Buyō. 

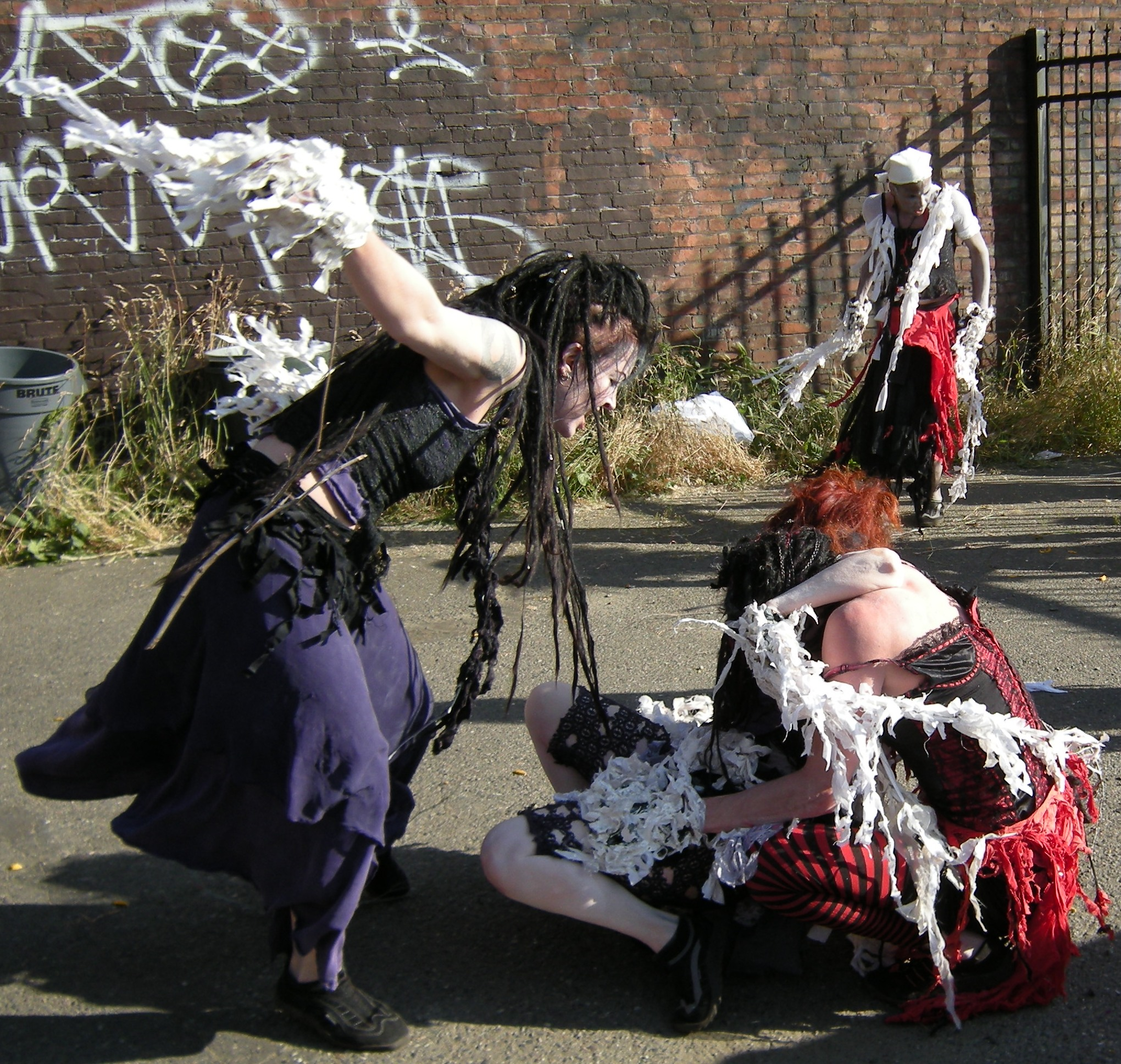
Spektakl butō w Seattle

Początki butō związane są ze sztuką japońskich artystów Tatsumiego Hijikaty (1928–1986) i Kazuo Ōno (1906–2010), którzy swoją działalność rozpoczęli w latach 50. XX wieku. 
Butō zawiera elementy tradycyjnego teatru japońskiego, jak również wpływy europejskie, zwłaszcza ekspresjonizm. Ciało i twarz są malowane białą farbą, aby stworzyć wygląd podobny do ducha i usunąć wszelkie cechy indywidualne u tancerza. Pomimo odsunięcia się Hijikaty od klasycznego teatru wschodniego i zachodniego, białe twarze łączą się z tradycyjną japońską estetyką. Butō traktuje ciało – nieustannie balansujące na krawędzi życia i śmierci – jako narzędzie do wyrażania poprzez ruch swojego poczucia egzystencji. 
W butō nie ma bazy, podstawowych ruchów ani niczego co mogłoby sprawić, że występ mógłby być spójny. Taniec opiera się na improwizacji, tancerz skupia się na każdym szczególe swojego występu, przeżywając bezgranicznie każdy moment. Tatsumi Hijikata w swojej twórczości skupiał się na aspektach cielesnych i wizjach ciała. Odwoływał się do shūaku no bi, czyli ludowej estetyki brzydoty, która również pojawiała się w teatrze kabuki. Charakterystyczne dla niej są groteska, obnażanie ułomności i śmieszności człowieka. W butō wykorzystywane są elementy popularnych obrzędów ludowych, takich jak trans czy opętanie na przykład w transowym tańcu okina-mai.
Dla Kazuo Ōno aspirującym tancerzem był ten, który w życiu wycierpiał najwięcej. Sondra Fraleigh w artykule dla „Performance Philosophy” opisuje takiego tancerza jako „żołnierza poborowego, który poszedł do wojska w wieku 30 lat i wraca dziewięć lat później do swojego 9-letniego syna Yoshito, który zostaje jego partnerem w tańcu”. Zaakceptowanie niemocy, niepełnosprawności czy cierpienia i przeżywanie go jest głównym celem butō.
Pierwszy spektakl „Zakazane kolory” (1959) inspirowany był nowelą autorstwa Yukio Mishimy, która poruszała problem homoseksualizmu i związku przemocy z seksualnością. Zostały w nim wykorzystane popularne na Zachodzie strategie performatywne związane z happeningiem i body artem.